# Bernat Povill Cerdeira
Bernat Povill Cerdeira (Olesa de Montserrat, España, 5 de julio de 2001), conocido deportivamente como Povill, es un jugador de fútbol sala español, que juega de cierre en el Industrias Santa Coloma de la Primera División de fútbol sala.

## Carrera deportiva

### Clubes
Se forma en las categorías inferiores del FS Olesa, hace su debut profesional en 2017 con el Fútbol Club Barcelona "B" y en la temporada 2020-21 disputa su primera temporada en la Primera División de fútbol sala.

### Selección nacional
Gana su primer trofeo internacional con la selección española sub-19 conquistando el Europeo Sub-19 de 2019.

## Trayectoria
| Categorías inferiores FS Olesa  |
| 17/18 - 19/20 - FCBarcelona "B" |
| 20/21 - 21/22 - FC Barcelona    |

## Palmarés

### Con clubes
| X2 UEFA Champions League (19/20) y (21/22) |
| X2 Liga de España (20/21) y (21/22)        |
| X1 Copa de España (2022)                   |
| X1 Copa de S.M. El Rey (2020)              |
| X1 Supercopa de España (2022)              |

### Con la Selección
| X1 Europeo Sub-19 (2019) |